# Aktor (Lapithe)

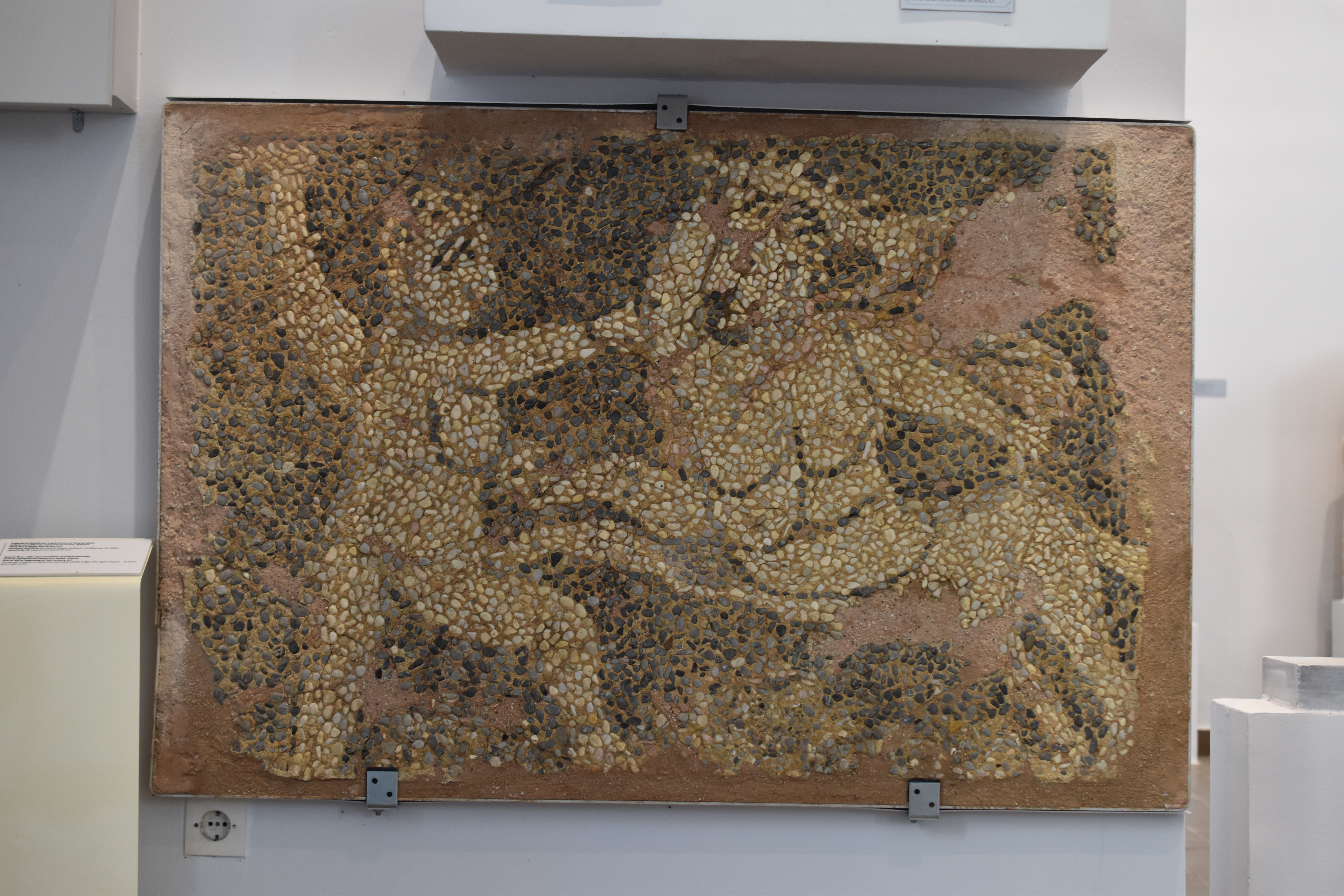
Mosaik, 2. Jh. v. Chr., Kentaur attackiert einen Lapithen.

Aktor ist in der griechischen Mythologie ein Lapithe, der in der Kentauromachie vom Kentauren Clanis mit einem brennenden Holzscheit bedrängt wird. Einzige Quelle ist das erste Buch der Argonautica des römischen Autors Gaius Valerius Flaccus (1. Jh. n. Chr.).

## Name
Er kommt vom griechischen Ἄκτωρ, Áktōr, lateinisch Áctor, und bedeutet apellativisch „Führer“, ein „heroischer“ Name, der in der Antike viele Träger besaß, siehe Aktor.

## Mythos
V. Flaccus beschreibt eine bildliche Darstellung der Kentaurenchlacht auf dem Rumpf der Argo. Die Argonauten-Helden Peleus, Nestor und Aeson befinden sich im Kampfgetümmel mit den Kentauren Rhoetus, Monychus, Nessus und Hippasus. Dazu kommt das Kampfpaar Aktor und Clanis:
„Ardenti peragit Clanis Actora quercu.“

„Clanis bearbeitet den Actor mit einem lodernden Eichenstamm.“
Das „Bearbeiten“ ist eher ein „Vorsichhertreiben“, so auch Wagner in seinem Kommentar zum Text: „Actor ist zu den Lapithen zu zählen, den […] der Gegner (Clanis) vor sich hertreibt, nicht tötet.“ Es bleibt also offen, wie die Geschichte ausgeht. Hederich lässt ihn sterben: „Einer, der auf des Pirithous Beylager in dem Tumulte zwischen den Lapithen und Centauren von dem Clanis erleget wurde.“